# Arrested Development (zespół muzyczny)
Arrested Development – amerykańska grupa muzyczna wykonująca rap alternatywny. Powstała w 1988 roku w Atlancie w stanie Georgia. Stylistyka grupy wybiegała poza tradycyjny rap, czy hip-hop i łączyła elementy rhythm and bluesa, soulu, bluesa i funky. W swych tekstach zespół starał się poruszać istotne polityczne i socjalne kwestie. 
Grupę założyli kompozytor, instrumentalista i wokalista Speech i DJ Headliner. Po początkowych sukcesach utracili popularność, czego efektem stał się rozpad w 1996 roku. Speech zdecydował się wtedy na rozpoczęcie kariery solisty. Grupa wznowiła działalność w 2000 roku.

## Dyskografia

### Albumy
| 1992                           | 3 Years, 5 Months & 2 Days in the Life Of... - Data: 1992 - Wydawca: Chrysalis | 7  | 3  | - RIAA: 4x platyna |
| 1993                           | Unplugged - Data: 1993 - Wydawca: Chrysalis                                    | 60 | 38 | - RIAA: złoto      |
| 1994                           | Zingalamaduni - Data: 1994 - Wydawca: Chrysalis                                | 55 | 20 |                    |
| 2003                           | Extended Revolution - Data: 2003 - Wydawca: Stateside                          | —  | —  |                    |
| 2006                           | Since The Last Time - Data: 15 września 2006 - Wydawca: Edel Records           | —  | —  |                    |
| "—" pozycja nie była notowana. |                                                                                |    |    |                    |

### Single
| 1992                           | Mr. Wendal         | 6  | 4 |
| 1992                           | People Everyday    | 8  | 1 |
| 1992                           | Revolution         | 90 | — |
| 1992                           | Tennessee          | 6  | 1 |
| 1993                           | Natural            | —  | — |
| 1994                           | Africa's Inside Me | —  | — |
| 1994                           | Ease My Mind       | 45 | 4 |
| 1994                           | United Front       | —  | — |
| 2000                           | Da Feelin'         | —  | — |
| "—" pozycja nie była notowana. |                    |    |   |

## Wideografia
- Home Video  (1992)
- Eyes as Hard as a Million Tombstones (1993)
- Unplugged: Video (1993)
- MTV Unplugged (2002)

## Nagrody i wyróżnienia
- Nagroda Grammy w kategorii Best New Artist (1992)[6]
- Nagroda Grammy w kategorii Best Rap Performance By A Duo Or Group (1992)[6]